# Another time... Another place...
Another time...Another place... is een livealbum van Magenta. Het album werd opgenomen tijdens diverse concerten die de band in de periode 2002 tot en met 2004 gaf. Progwereld en een aantal mensen op Progarchives vonden het wat vroeg om een livealbum uit te brengen bij een beperkt repertoire.  

## Musici
- Christina Booth – zang
- Rob Reed – toetsinstrumenten
- Martin Rosser, Chris Fry – gitaar
- Matthew Cohen – basgitaar
- Allan Mason-Jones – drumstel

## Muziek
| Nr. | Titel               | Duur  |
| --- | ------------------- | ----- |
| 1.  | Opus 3              | 2:39  |
| 2.  | Gluttony            | 12:00 |
| 3.  | Lust                | 13:08 |
| 4.  | Broken              | 4:07  |
| 5.  | Children of the sun | 20:24 |
| 6.  | Call me             | 5:11  |

| Nr. | Titel           | Duur  |
| --- | --------------- | ----- |
| 1.  | The white witch | 22:04 |
| 2.  | Genetesis       | 12:16 |
| 3.  | Pride           | 12:16 |
| 4.  | Genetesis       | 5:02  |

Call me is een nummer geschreven voordat Magenta bestond voor Reeds eerdere band Cyan.